# برنده (فیلم ۱۹۹۶ هندی)
برنده (به هندی: Vijeta) یا پیروز فیلمی محصول سال ۱۹۹۶ و به کارگردانی کی. مورالی موهانو رائو است. در این فیلم بازیگرانی همچون سانجی دات، راوینا تاندون، پارش راوال، ریما لاگو، آمریش پوری، آلوک نات، آسرانی و آنو کاپور ایفای نقش کرده‌اند.